# Православие в Норвегия
Православно християнство в Норвегия се свързва предимно на руски, гръцки и балкански малцинства.
Общият брой на последователите на тази религия се оценява на не повече от 10 хиляди души.
През шестнадесети век в северните райони на днешна Норвегия, работил е православен мисионер Св. Трифон Печенгски, но следи от Православието в тези области, обаче, изчезнали в резултат на дейността на Лутеранската църква.
В Осло има една българска енория и църква „Благовещение“.